# Kútásó (foglalkozás)
A kútásó a falusi, mezővárosi kisvállalkozó, parasztiparos egyik típusa volt, aki a hagyományos ásott kutak készítésével foglalkozott. Addig rendszerint egy másik kútásó mellett dolgozott napszámban, amíg kevés felszerelését össze nem szedte, ezután önállósította magát. Tevékenysége nem volt iparengedélyhez kötve (ún. szabad ipar). Az önálló kútásó általában két- három napszámost fogadott fel. A munkát "átaljában" vállalta, ellenszolgáltatásként kiköthetett pénzt vagy akár terményt is. Szokásos volt, hogy a megrendelőnél étkezett. A kútásók lényegében paraszti szerszámokkal (ásó, kapa, lapát stb.) dolgoztak, utóbb már átvették a kubikosok fejlettebb munkaeszközeit és módszereit (pl. párkány készítése, rugós ásó stb.) is.
A 20. század elejétől ez a foglalkozás egyre inkább háttérbe szorul. Utódai a gépi kútfúrók.